# Christof Exner
Christof Exner-Ewarten (Innsbruck, 20 marzo 1915 – Vienna, 16 aprile 2007) è stato un geologo austriaco.
Docente all'università di Vienna dal 1939, condusse varie ricerche sulla mineralogia degli Alti Tauri.